# Alice Boughton
Alice Boughton (* 14. Mai 1867 (nach 1865, nach 1866) in Brooklyn; † 21. Juni 1943 in Brookhaven, New York) war eine amerikanische Fotografin und Malerin. Ihre Fotografien werden dem Piktorialismus zugeordnet.

## Leben und Werk
Boughton, Tochter der Eheleute William H. Boughton und Frances Ayers, wuchs in Brooklyn auf. Ihr Vater war als Rechtsanwalt tätig. Sie studierte am Pratt Institute in New York sowie in Paris Malerei. Die persönlichen Lebensumstände Boughtons als Erwachsene sind teilweise unklar. Hier und da wird im fotografischen Schrifttum angegeben, sie habe zwei Kinder gehabt. Belege für eine Geburt oder auch Heirat sind jedoch nicht bekannt geworden. Nach einem im Long Island Advance erschienenen zeitgenössischen Nachruf hinterließ sie lediglich einen Bruder, zwei Nichten und einen Neffen. Auch wurde sie in diesem als Miss Boughton bezeichnet. Belegt ist aber, dass sie spätestens ab 1920 unter der gleichen Anschrift wie die Künstlerin und Kunstlehrerin Ida Haskell (* 1861, † 1932) wohnhaft war, ohne dass bekannt ist, welcher Art die Beziehung zwischen den beiden Frauen gewesen sein mag.
Boughton eröffnete im Jahr 1890 ein eigenes Porträtstudio in New York. Sie war aber auch bei Gertrude Käsebier als Dunkelkammerassistentin tätig. Zu ihren Kunden gehörten zahlreiche künstlerisch tätige Persönlichkeiten, so zum Beispiel George Arliss, John Drinkwater, Adeline Genée, Myra Hess, Roger Fry oder Jack Butler Yeats. Eine von ihr um 1890 angefertigte Fotografie diente John Singer Sargent als Vorlage für sein 1897 posthum entstandenes Porträt Robert Louis Stevensons.
Das Werk Alice Boughtons umfasst aber nicht nur Porträts. Bekanntheit erlangte sie auch durch ihre Landschaftsbilder, Studien von Kindern sowie den vor allegorischem oder naturalistischem Hintergrund aufgenommenen weiblichen Akten.
Boughton war Mitglied der Photo-Secession. Im Jahre 1909 erschienen einige ihrer Bilder in der von Alfred Stieglitz herausgegebenen und mitverfassten Zeitschrift Camera Work. Eine Auswahl ihrer Porträtfotografien konnte sie 1928 im Verlag Avondale Press, New York, unter dem Titel Photographing the Famous veröffentlichen.
Werke von Alice Boughton sind unter anderem Teil der ständigen Sammlungen des Metropolitan Museum of Art in New York, der britischen National Portrait Gallery in London, der U.S. National Portrait Gallery in Washington und des George Eastman House in Rochester, New York.

## Bildergalerie

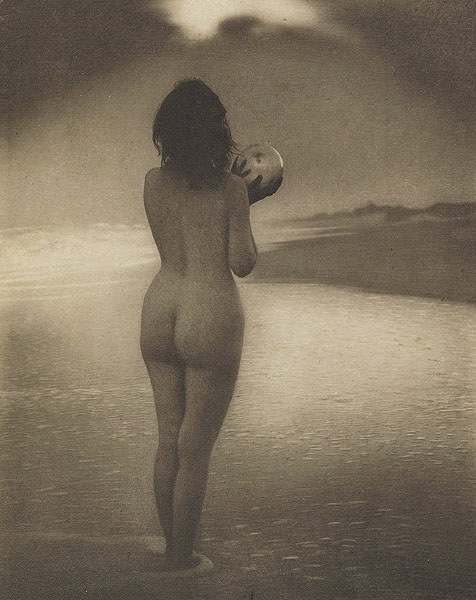
Dawn, 1909
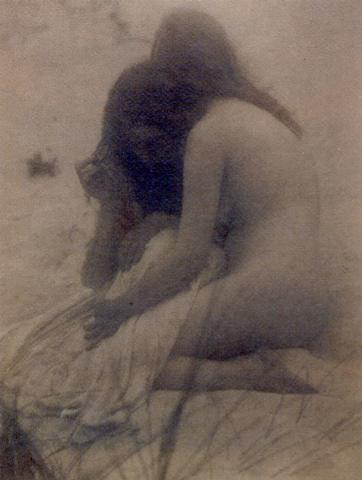
Comforted, 1906
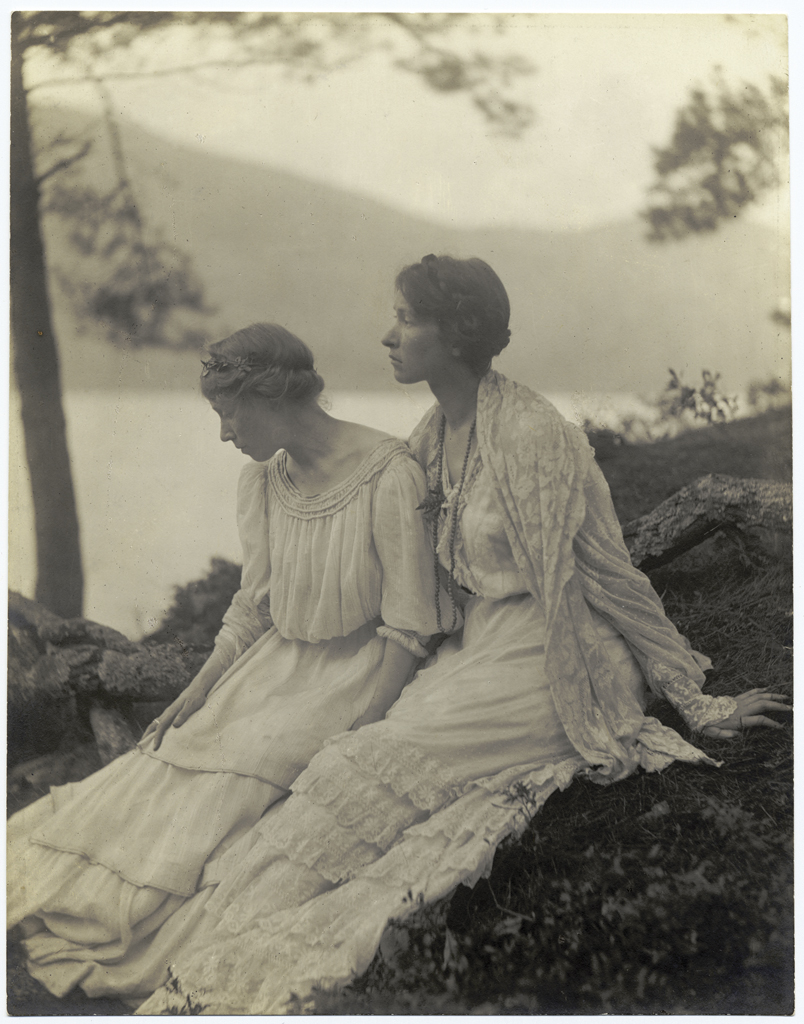
Two women under a tree, 1906
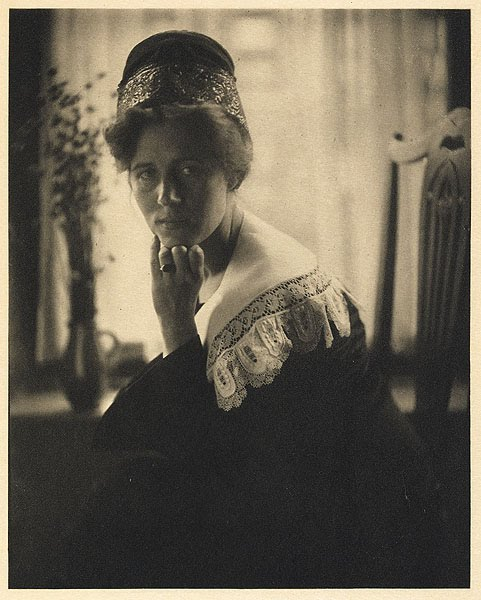
Danish Girl, 1909
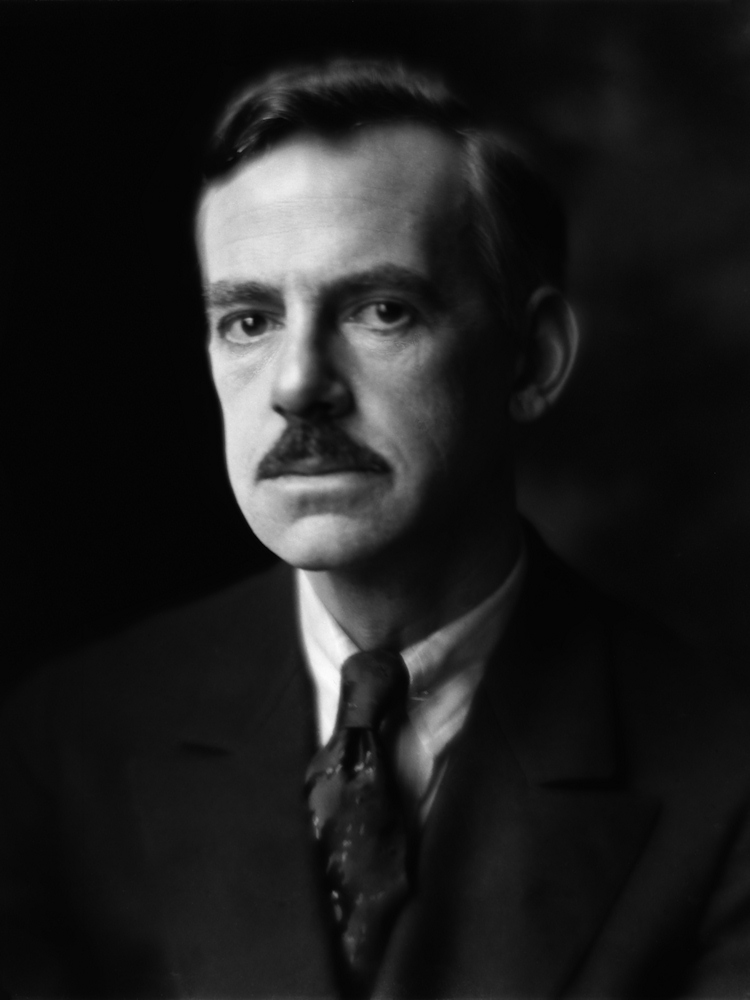
Eugene O’Neill
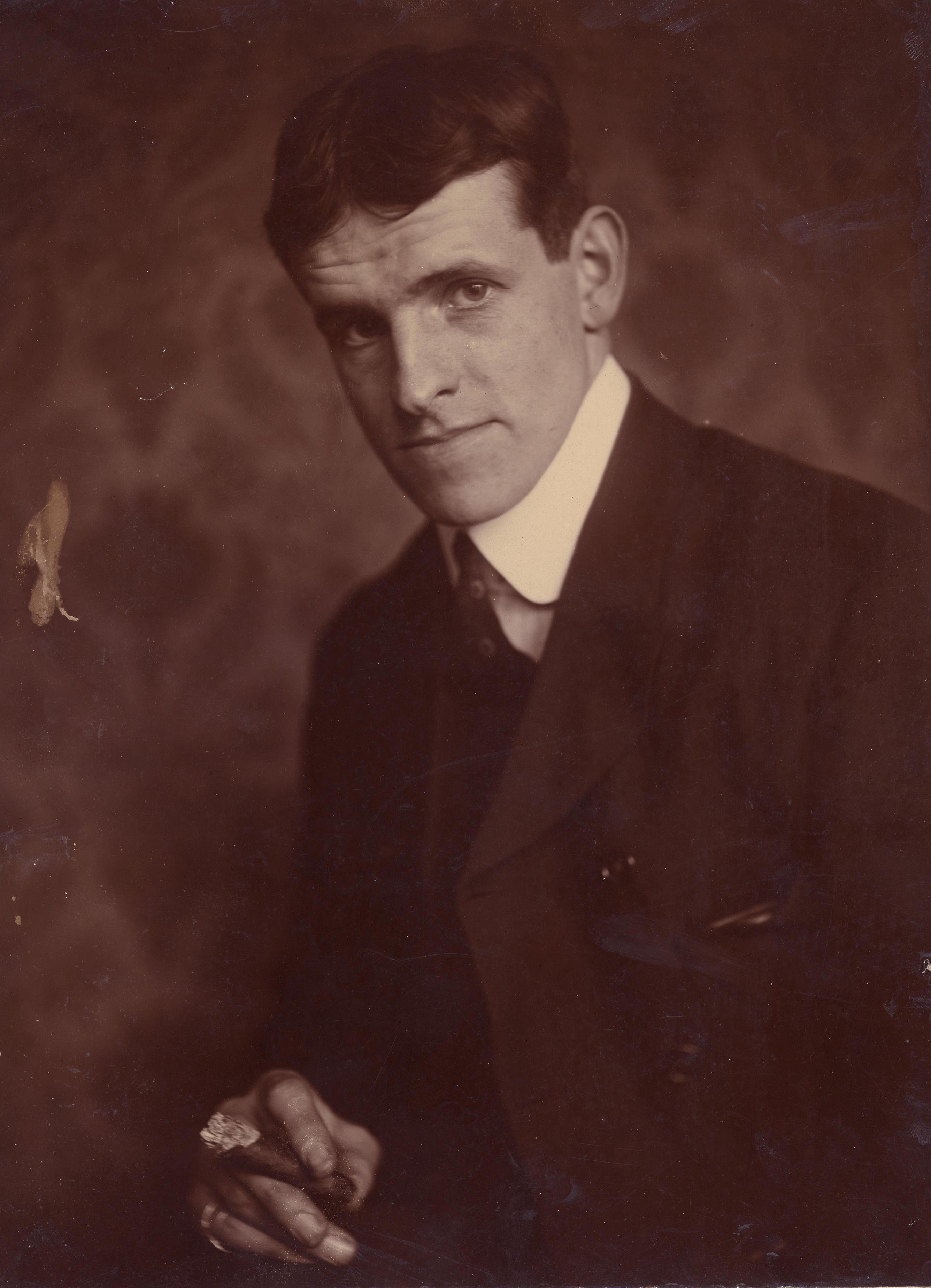
Jack Butler Yeats